# الأجرد
الأجرد هو جبل يقع في شمال غرب المدينة المنورة ويبعد عنها قرابة 90 كيلو متر، إلى الشمال الشرقي من ينبع ويبعد عنها قرابة 100 كيلو متر. ويقع أسفله وادي بواط. سمي بالأجرد لانجراده من النبات وقلة أشجاره وهو عكس الأشعر وهو ماتشابك أشجاره.

## نبذة
هو أحد جبلي جهينة الأجرد والأشعر، وتسكنه الآن قبيلة جهينة، ويشكل الجبلان سلسلة جبليه عظيمة يبلغ ارتفاعها حوالي 1535متراً، وتقع غرب المدينة مابينها وبين جبل رضوى، وتسيل مياه الأجرد في وادي الحمض من الشمال، وورد لجبال الأجرد ذكر في حديث رسول الله صلى الله عليه وسلم، فعن عبد الله بن سلمان الأغر، عن نافع، عن عبد الله بن عمر رضي الله عنه أن رسول الله صلى الله عليه وسلم قال: (إذا وقعت الفتن فعليكم بجبلي جهينة).
وقال أبو علي الهجري: وجدت صفةَ الجَبَلِين الأَشعْر والأَجْرَدِ جَبَلَيْ جُهَيْنَة، ومن أَخَذَ من قُرِيش بذالك أيضاً، فنقلتُهُ للحديث الذي جاءَ فيهما عن النبي صلى اللَّه عليه وسلم في الأمَانِ في الفِتن.
وورد في كتاب الطبقات الكبرى: أن رسول الله قال: (لجبلي جهينة الأشعر والأجرد هما من جبال الجنة لا تطؤهما فتنة).

## ماذكره المؤرخون
- قال البكري الأندلسي: الأجرد أحد جبلى جهينة، والثانى الأشعر، وإليهما تنسب أوديتهم.[2] والأجرد: ممّا يلى بواط الجلسىّ، وهما بواطان.[2] فمن أودية الأجرد التي تسيل في الجلس: مبكثة، وهي تلقاء وادى بواط. ويلى مبكثة رشاد، وهو يصبّ في إضم، وكان اسمه غوى فيما تزعم جهينة، فسمّاه رسول الله صلى الله عليه وسلم رشادا، وهو لبنى دينار «1» إخوة الرّبعة. ويلى رشادا الحاضرة، وبها قبر عبد العزيز بن محمد بن عبد العزيز بن عمر بن عبد الرحمن بن عوف، وهي عين لهم، ويصبّ على الحاضرة البلىّ، وفيه نخل، وهو لمحمّد بن إبراهيم اللهبىّ، ثم يلى الحاضرة تبرز، وبه عيون صغار:

عين لعبد الله بن محمد بن عمران الطّلحى، يقال لها الأذنبة، وهي خير ما له؛ والظّليل لمبارك التركى، وعيون تتبدّد في أسنان الجبال.
ومن أودية الأجرد التي تصبّ في الغور هزر، وهي لبنى جشم، رهط من بنى مالك، وفيه يقول أبو ذؤيب:
«أكانت كليلة أهل الهزر ومن مياه جهينة بالأجرد: بئر بنى سباع، وهي بذات الحرى، وبئر الحواتكة، وهي بزقب الشّطّان، الذي ذكره كثيّر فقال:
وهو بالمنصف بين عين بنى هاشم التي بملل، وبين عين إضم.
- قال الاسکندری: الأشعر والأجرد جبلا جهينة بين المدينة والشام.[3]
- قال یاقوت الحموي: هو الموضع الذي لا نبات فيه: اسم جبل من جبال القبليه عن أبي القاسم محمود، عن السيّد عليّ العلوي، له ذكر في حديث الهجرة عن محمد بن إسحاق. وقال نصر: الأشعر والأجرد جبلا جهينه بين المدينة والشام.[4]
- قال عبد المؤمن البغدادي: هو الخالى من النبات: جبل من جبال القبليه. وقيل: الأجرد والأشعر: جبلا جهينه بين المدینة والشام.[5]
- قال السمهودي: وخرجت بنو الأبجر وهو خدرة بن عوف بن الحارث بن الخزرج وهم بنو خدرة أخوة بني خدارة فسكنوا دارهم المعروفة ببني خدرة، وابتنوا أطما يقال له «الأجرد» وهو الأطم الذي يقال لبئره البصة، كان لمالك بن سنان جد أبي سعيد الخدري، وذكر ابن حزم للحارث بن الخزرج الأكبر ابنا اسمه الخزرج ابن الحارث، وقال فيه: فولد الخزرج كعبا، فسار بعض بنيه إلى الشام مع غسان، فليس من الأنصار، ثم سمى من بقي منهم الأنصار.

قال السمهودي أیضاً: الأجرد أطم لبني خدرة عند البصة، وجبل لجهينة شامي بواط الجلسي يأتي مع الأشعر، والأجرد جبل آخر، وموضع قبل مدلجة تعهن.
- قال شُرَّاب: «ورد ذكره في طريق الهجرة النبوية: قال المحققون: وهو تحريف، وإنما الذي في طريق الهجرة هو “أجيرد” بالتصغير. أما “الأجرد” فهو جبل ضخم غرب المدينة، يطيف به إضم من الشرق والشمال ويبعد عن المدينة خمسة وسبعين كيلا... وهو بعيد عن طريق الهجرة.

و الأجرد: أطم بالمدينة، وهو الأطم الذي يقال لبئره “البصّة” وكان لقوم من الخزرج، بل كان لمالك بن سنان والد أبي سعيد الخدري.» 
- قال البلادي الحربي: أجرد كالّذي لا نبات فيه. جاء في النّصّ: ثمّ أخذ بهما على الجداجد، ثمّ على الأجرد.

قلت: يعرف اليوم بأجيردٍ - تصغيرٌ - شعبٌ يصبّ في وادی ثقیب، وثقيبٌ أحد روافد القاحة، وهو ومرجحٌ
و المدالج، على طريقٍ قديمٍ قد هجر، وهو طريق الهجرة.
وهذه المواضع تقع جنوب المدينة على قرابة (160) كيلًا، قريبةً من وادي الفرع، بل تصبّ مياهها فيه.
- قال حمد جاسر: الأجرد بفتح الألف وإسكان الجيم فراء مفتوحة فدال، من قرى شجوا في منطقة المدينة المنورة.[9]